# Wymuszona konwersja
Wymuszona konwersja – konwersja na inną religię lub na ateizm wymuszona różnymi czynnikami. Do takich konwersji dochodziło w krajach podbitych przez islamskich władców lub w średniowiecznej Europie, gdzie w chrystianizowanych krajach zmuszano ludność do porzucenia dotychczasowych wierzeń i przejścia na chrześcijaństwo. Do takich konwersji dochodzi np. w Pakistanie. Niekiedy w krajach islamskich, gdy ojciec przechodzi na islam, to dzieci także automatycznie stają się wyznawcami islamu, szczególnie gdy ojciec samotnie sprawuje opiekę nad dziećmi.

## Sposoby wymuszania konwersji
Konwersję wymuszano na różne sposoby. Wymuszano ją albo bezpośrednio (groźbami lub karami), lub pośrednio (dyskryminacją w sprawach urzędowych lub nakładaniem dodatkowych podatków).

### Dżizja
Dżizja to podatek religijny nakładany w niektórych krajach islamskich na innowierców lub ateistów. Powszechnie jest uznany za dyskryminację mniejszości religijnych, lecz strona islamska wysuwa argument, że muzułmanie płacą za to zakat, a oba te podatki są przeznaczane na potrzebujących.